# Частичный след

Слева полная матрица плотности двухчастичной системы. Справа редуцированная матрица плотности первой частицы полученная как частичный след для второй частицы.

В линейной алгебре частичный след обобщает понятие след матрицы. Cлед линейного оператора является скаляром, тогда как частичный след сам является линейным оператором. Частичный след применяется в квантовой информатике и теории декогеренции.

## Определение
Для любого пространства {\displaystyle A}, обозначим пространство линейных операторов на {\displaystyle A} нем как {\displaystyle L(A)}.
Пусть {\displaystyle V}, {\displaystyle W} являются конечномерными векторными пространствами над полем с размерностями {\displaystyle m} и {\displaystyle n} соответственно.
Пусть базисами в V иW будут соответственно {\displaystyle v_{1},\ldots ,v_{m}}, и {\displaystyle w_{1},\ldots ,w_{n}}.
Частичный след {\displaystyle \operatorname {Tr} _{W}} для пространства {\displaystyle W}, это отображение {\displaystyle \{a_{k\ell ,ij}\}=A\in \operatorname {L} (V\otimes W)\mapsto \{b_{k,i}\}=\operatorname {Tr} _{W}(A)\in \operatorname {L} (V)} заданное соотношением {\displaystyle b_{k,i}=\sum _{j=1}^{n}a_{kj,ij}.}
Линейный оператор заданный таким образом не зависит от выбора базиса {\displaystyle v_{1},\ldots ,v_{m}}, и {\displaystyle w_{1},\ldots ,w_{n}}.

## Частичный след как квантовая операция
Рассмотрим двухчастичные состояния. Чистые вектора-состояния принадлежат гильбертову пространству {\displaystyle H_{A}\otimes H_{B}}, а матрицы плотности, соответственно, {\displaystyle H_{A}\otimes H_{B}\otimes H_{A}^{*}\otimes H_{B}^{*}}. Рассмотрим матрицу плотности {\displaystyle \rho _{AB}\in H_{A}\otimes H_{B}\otimes H_{A}^{*}\otimes H_{B}^{*}}.
{\displaystyle \{{\left|{i}\right\rangle }_{A}\}} и {\displaystyle \{{\left|{i}\right\rangle }_{B}\}} — базисы пространств {\displaystyle H_{A}} и {\displaystyle H_{B}} соответственно.
Тогда подсистема {\displaystyle A} описывается матрицей плотности {\displaystyle \rho _{A}=\operatorname {Tr} _{B}(\rho _{AB})=\sum _{{\left|{i}\right\rangle }_{B}}{{\left\langle {i}\right|}_{B}\rho _{AB}{\left|{i}\right\rangle }_{B}}}